# Национални пут Јапана 116
Национални пут Јапана 116 је Национални пут у Јапану, пут број 116, који спаја градове Кашивазаки и Нигата (Чуо-ку), укупне дужине 77,8 км.

## Општине кроз које пролази пут
- Префектура Нигата
  - Кашивазаки - Карива - Кашивазаки - Изумозаки - Нагаока - Цубаме - Нигата (Нишикан-ку - Ниши-ку - Чуо-ку)

## Укрштање путева
- у Префектура Нигата
  - путеви 7, 8, 49, 289, 352, 402 и 460